# Березівка (Куп'янський район)
Березі́вка — село в Україні, у Шевченківській селищній громаді Куп’янського району Харківської області. Населення становить 465 осіб. До 2020 орган місцевого самоврядування — Березівська сільська рада.

## Географія
Село Березівка знаходиться на відстані 2,5 км від річки Сенек (правий берег). По селу протікають пересихачі струмки з загатами. На відстані 1 км розташоване село Баранове.

## Історія
Перші згадки про село датуються 1690 роком.
7 (20) листопада 1917 року, відповідно до.Третього Універсалу Української Центральної Ради, увійшло до складу Української Народної Республіки.
Під час організованого радянською владою Голодомору 1932—1933 років помер щонайменше 21 житель села.
12 червня 2020 року, відповідно до Розпорядження Кабінету Міністрів України № 725-р «Про визначення адміністративних центрів та затвердження територій територіальних громад Харківської області», увійшло до складу Шевченківської селищної територіальної громади.
19 липня 2020 року, в результаті адміністративно-територіальної реформи та ліквідації Шевченківського району, село увійшло до складу новоутвореного Куп'янського району Харківської області.

## Об'єкти соціальної сфери
- Березівська ЗОШ І—ІІ ступенів;
- Клуб на 250 місць;
- Фельдшерсько-акушерський пункт.